# William Knighton
Pour les articles homonymes, voir Knighton.
William Knighton, 1er baronnet, (1776 - 11 octobre 1836) est secrétaire particulier du souverain, George IV de 1822 à 1830.

## Biographie
Il est né en 1776 à Bere Ferrers dans le Devon, et étudie sous son oncle, le Dr Bredall, à Tavistock, Devon. Il passe deux ans au Guys Hospital de Londres et reçoit un diplôme de l'Université de St Andrews en 1797. Cette année-là, il est assistant chirurgien au Royal Naval Hospital de Plymouth, puis commence sa pratique privée, d'abord à Devonport, à Londres à partir de 1803 puis brièvement à Édimbourg, puis à nouveau à Londres à partir de 1806. Il est médecin à l'ambassade d'Espagne en 1809. Il prend sa retraite de la pratique privée en 1822.
Knighton étudie à l'Université d'Édimbourg pendant trois ans. Il reçoit un doctorat en médecine de l'Université d'Aberdeen en 1806, de l'archevêque de Canterbury et de l'Université de Göttingen en 1821.
Il est médecin du prince de Galles en 1810. Il est également auditeur du duché de Lancastre et, de 1821 à 1830, est officieusement secrétaire privé du roi et officiellement Gardien de la bourse privée. Dans un geste presque sans précédent, le roi laisse le contrôle de ses affaires financières à Knighton en 1822, en raison de ses énormes dettes. Au bout de trois ans, en 1825, Knighton déclare que le roi est libre de toute dette. Il a une influence incomparable sur le roi et les lettres du roi à Knighton sont adressées «M [y] D [oreille] F [riend]», contrairement à la troisième personne normale qui est associée au souverain.
Il est créé baronnet le 1er janvier 1813. Il meurt le 11 octobre 1836 à Stratford Place à Londres. Il est enterré au cimetière de Kensal Green. En 1800, il épouse Dorothea Hawker.